# 國際教育成績評估協會
國際教育成績評估協會（官方英文縮寫IEA），是專注於大規模教育成就的跨國比較的獨立研究單位，由各國家研究單位及政府研究機構所組成，性質為国际教育研究合作机构；IEA主持或主導的多項跨国研究被學界認可為“国际合作研究最好的典范”、“最具探索性的比较教育研究”，範圍則包括基本教育科目如阅读、公民素养、数学、科学、信息技术等方面教育成就研究和比較
。
國際教育成就評鑑協會起初隸屬於UNESCO教育研究所下，於1967年登記為獨立法人機關，主要任務為教育政策和實務的比較研究。
國際教育成績評估協會自1958年成立以來，進行了數十個大型跨國研究，包括周期性研究、持续性研究。
在聯合國國際科教文組織研究世界文化多樣性及文化間對話的報告中，引用的實證教育資料為經合組織及國際教育成績評估協會兩國際組織做出的報告。

## 主要研究項目

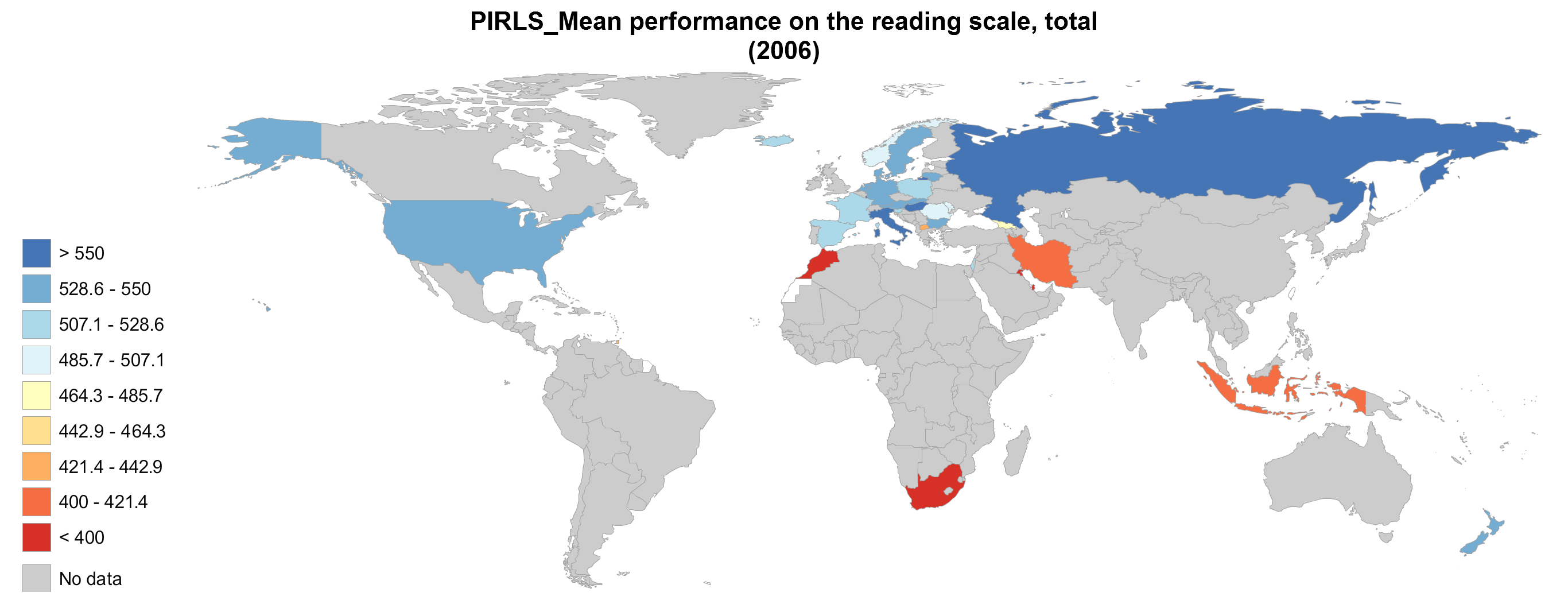
PIRLS 2006 促進國際閱讀素養研究比較

關於國際教育成績評估協會的研究項目，根據國立臺灣師範大學教育研究與評鑑中心電子報及中國国家教育考试评价研究院分別發佈的研究報告摘要如下：
- TIMSS 國際數學與科學教育成就趨勢調查[9]
- PIRLS 促進國際閱讀素養研究[10]：針對兒童（9歲至10歲）的閱讀能力評量[11]
- ICCS 國際公民與公民權教育研究[12]
- CIVED 公民教育研究
- SITES 在資訊科技於教育應用[13]
- PPP 學前教育研究
- TEDS 数学教师教育与发展研究

## 國際組織介紹

### 參加成員國
做為國際教育成就研究或跨國比較教育研究的重鎮，從早期（1950年代後期）12個會員國至2013年官方網站宣稱，共有近70個會員國，臺灣及香港
亦為其會員國。

### 資料處理中心
德國漢堡設立資料處理中心，負責IEA 主導的國際研究之規劃與組織、資料管理及資料收集與詮釋等工作。

## 國際公民及素養調查研究
簡稱ICCS的2009年國際公民及素養調查研究（International Civic and Citizenship Education Study），旨在調查各國青少年對未來公民身分之準備教育。以1999年做的公民教育研究為根據，IEA針對學生的公民素養的概念知識與能力進行測驗評量，同時也對公民及素養教育之態度傾向來對參與學生進行資料收集和分析；其測驗及調查的範圍包括：公民認知、政治組織、公民概念（如人權）、以及負責任公民的作為及態度等等。
ICCS的研究發問在於各國如何解決下一代積極參與社會的挑戰，為兩個重要的問題提供解答：
1. 到底應該如何教育下一代才能讓他們成為未來的好公民？
2. 學校教育在教育下一代公民的權利及義務上，應該扮演何種角色？

### 亞洲參與
ICCS 2009年亞洲參加國家只有台灣、印尼、南韓、泰國和香港的亞洲區域模組，報告結果顯示，世界排名前四分別為芬蘭（576分）、丹麥（576分）、韓國（565分）及第一次參加的台灣（559分）
。而在性別平權的支持度方面，台灣學生排名世界第一，女學生比男學生更支持性別平權。
在"全球学生阅读能力2011"评比方面，香港学生排名第一，並在"国际数学及科学趋势研究2011"也表现优异。
。

## 其他相關條目
- PISA 国际学生能力评估计划
- ICCS 國際公民與公民權教育研究
- CIVED 公民教育研究
- TaIMSS 國際數學與科學教育成就趨勢調查
- PIRLS 促進國際閱讀素養研究
- SITES 在資訊科技於教育應用
- PPP 學前教育研究
- TEDS 数学教师教育与发展研究

## 外部連結
- 國際教育成就評價協會
- 國際教育成就評價協會:ERIC精華 （页面存档备份，存于）
- 國際數學和科學研究趨勢 （页面存档备份，存于）
- 國際閱讀素養研究進展 （页面存档备份，存于）
- 國際公民與公民權教育研究 （页面存档备份，存于）
- 教師教育與發展研究數學
- 2006年第二次資訊科技教育研究[永久]